# Silcherplatz 6 (Heilbronn)

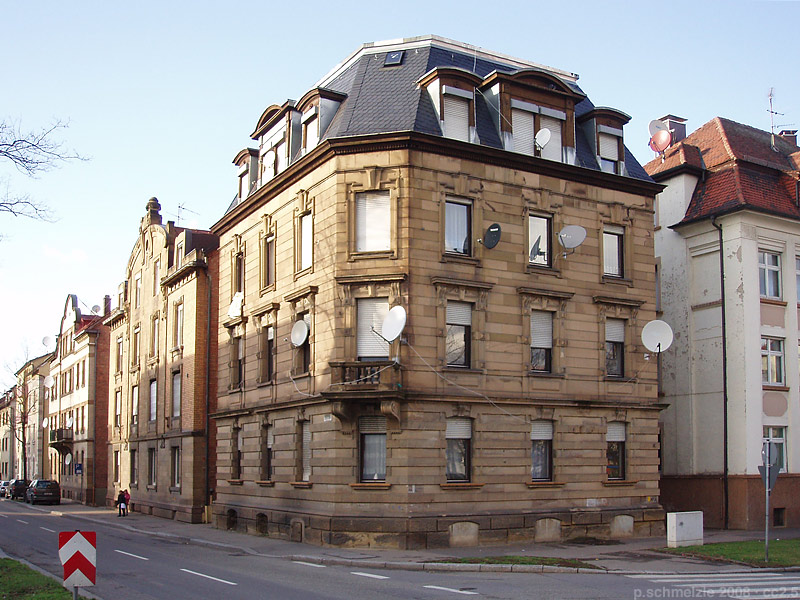
Haus am Silcherplatz 6 in Heilbronn

Das Haus Silcherplatz 6 in Heilbronn ist ein denkmalgeschütztes Gebäude.

## Beschreibung
Das Haus am Silcherplatz 6 an der Ecke zur Südstraße wurde 1891 für den Lehrer V. Bürk nach Plänen von August Dederer im Stil des Historismus in der Variante der Neorenaissance und des Neobarock errichtet. Das dreistöckige traufständige Haus mit abgeschrägter Gebäudekante wurde als Wohnhaus für gehobene Ansprüche erbaut. Im Stil der Neorenaissance sind die Gesimse, die als Bänder aus Sandstein und dicht aneinandergereiht gestaltet worden sind. Weiterhin sind die Fensterverdachungen bzw. Fensterbekrönungen im ersten Obergeschoss und der mit Balustern versehene Eckbalkon im Stil der Neorenaissance ausgebildet. Im Stil des Neobarock wurden die Schlusssteine der Fensterverdachungen bzw. Fensterbekrönungen im zweiten Obergeschoss und die „geohrten“ Fenstergewände im ersten Obergeschoss gestaltet.

## Geschichte
1950 gehörte das Haus Eugen Riegner. Im Haus befand sich die Auskunftei Schimmelpfennig, außerdem waren Wohnungen vermietet. 1961 war das Gebäude in den Besitz von Erich Riegner in Langenburg übergegangen und nur noch zu Wohnzwecken genutzt.
Am 2. Februar 2017 ereignete sich ein größerer Brand in dem Gebäude, wobei acht Personen verletzt wurden und das Hochparterre ausbrannte.